# Friedrich Schütter

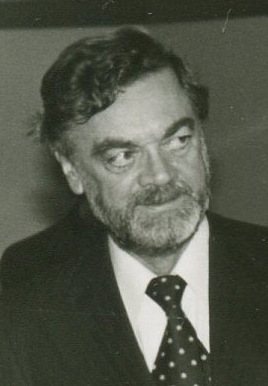
Friedrich Schütter

Friedrich „Fiete“ Schütter (* 4. Januar 1921 in Düsseldorf; † 17. September 1995 in Hamburg) war ein deutscher Schauspieler, Hörspielsprecher, Synchronsprecher und Mitbegründer des Ernst-Deutsch-Theaters.

## Leben
Die Familie eines Hotelbesitzers wanderte 1922 nach Brasilien aus, wo Sohn Friedrich in Goyaz und São Paulo brasilianische Schulen besuchte. 1932 kehrte er nach Deutschland zurück. Der Hamburger Oberrealschüler brachte es beim Jungvolk der Hitlerjugend bis zum Bannführer in Hamburg-Bergedorf. 1937 ging er bis 1939 wieder nach São Paulo, wo er eine Lehre im Hotelfach absolvierte und in den väterlichen Gastronomiebetrieben arbeitete. Hier betätigte er sich in seiner Freizeit erstmals als Laiendarsteller.
Ab 1939 nahm er am Zweiten Weltkrieg teil und wurde mehrmals schwer verwundet. Zum 1. Januar 1944 trat er der NSDAP bei. 1941 bis 1945 diente er als Soldat an der Ostfront und kam mit den Truppen bis in den Kaukasus. Nach seiner Heimkehr 1946 gab er sein Debüt als Schauspieler an der Niedersachsenbühne in Goslar. Von 1947 bis 1949 nahm er Schauspielunterricht bei Walter Falk und Helmuth Gmelin in Hamburg. 1947 trat er in Hamburg an der Bühne „Die Rampe“ auf, dann am Theater im Zimmer. Ab 1949 gehörte er zum Ensemble des Deutschen Schauspielhauses.

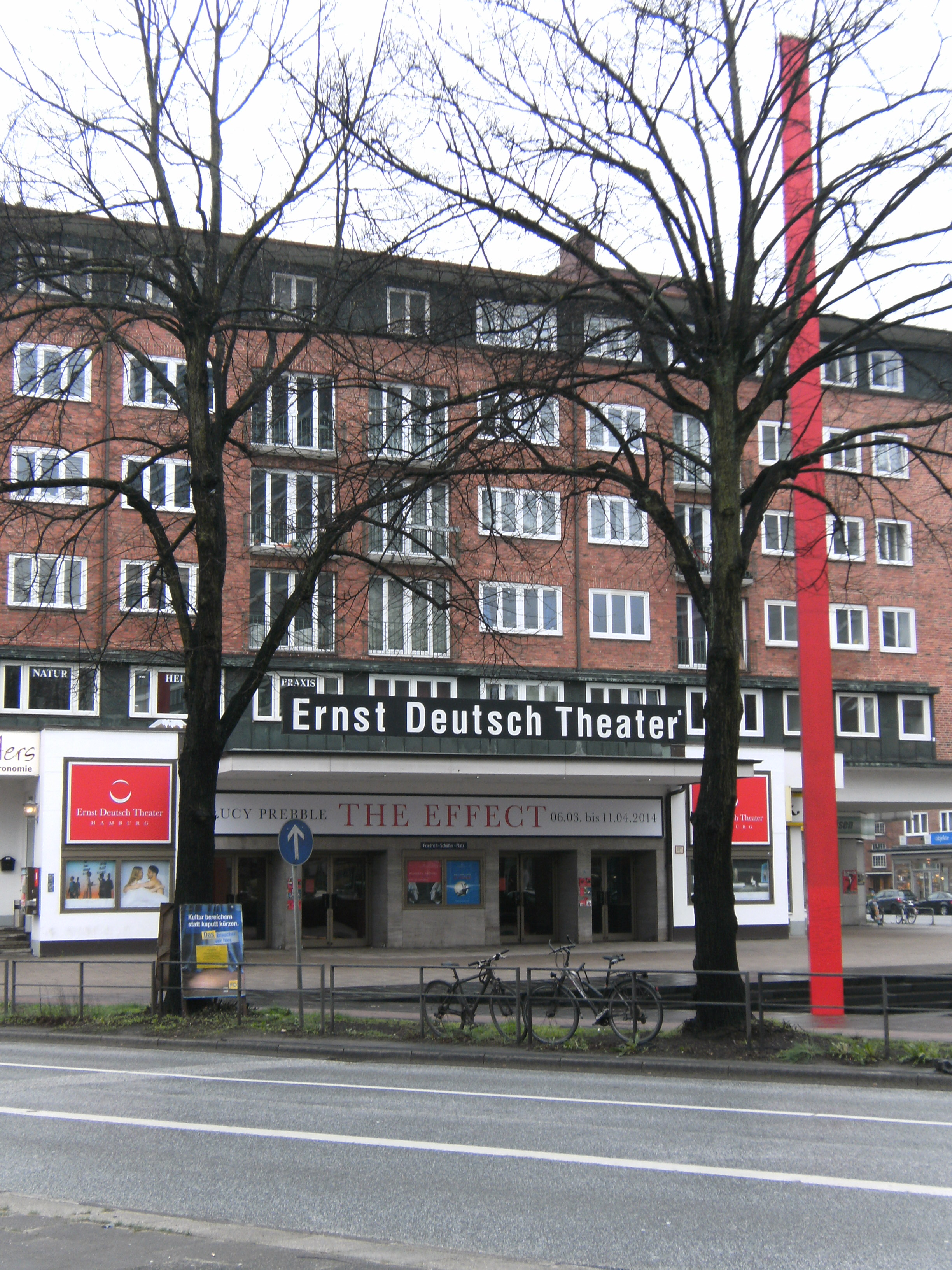
Das private Ernst Deutsch Theater in Hamburg-Mundsburg mit roter Säule auf dem Friedrich-Schütter-Platz.

1951 gründete Schütter zusammen mit dem Schauspieler Wolfgang Borchert (nicht identisch mit dem 1947 verstorbenen Schriftsteller) das Junge Theater in Hamburg. Ziel der beiden Gründer war es vor allem, ein Forum für zeitgenössische Dramatik wie auch eine Bühne für die Nachwuchsförderung zu schaffen. Erste Spielstätte war die historische Brücke in den Großen Bleichen. Von dort ging es 1952 in die Neue Rabenstraße, 1956 in die Marschnerstraße (heute: Theater an der Marschnerstraße) und schließlich 1964 an die Mundsburg.
Am 22. März 1973, dem vierten Todestag von Ernst Deutsch, wurde das Junge Theater als Reminiszenz an dessen vorangegangene, herausragende Darstellung von Lessings Nathan der Weise in Ernst-Deutsch-Theater umbenannt. Bis zu seinem Tod 1995 war Friedrich Schütter Direktor des Theaters; seine Nachfolge trat seine dritte Ehefrau Isabella Vértes-Schütter, die er 1990 geheiratet hatte, an.

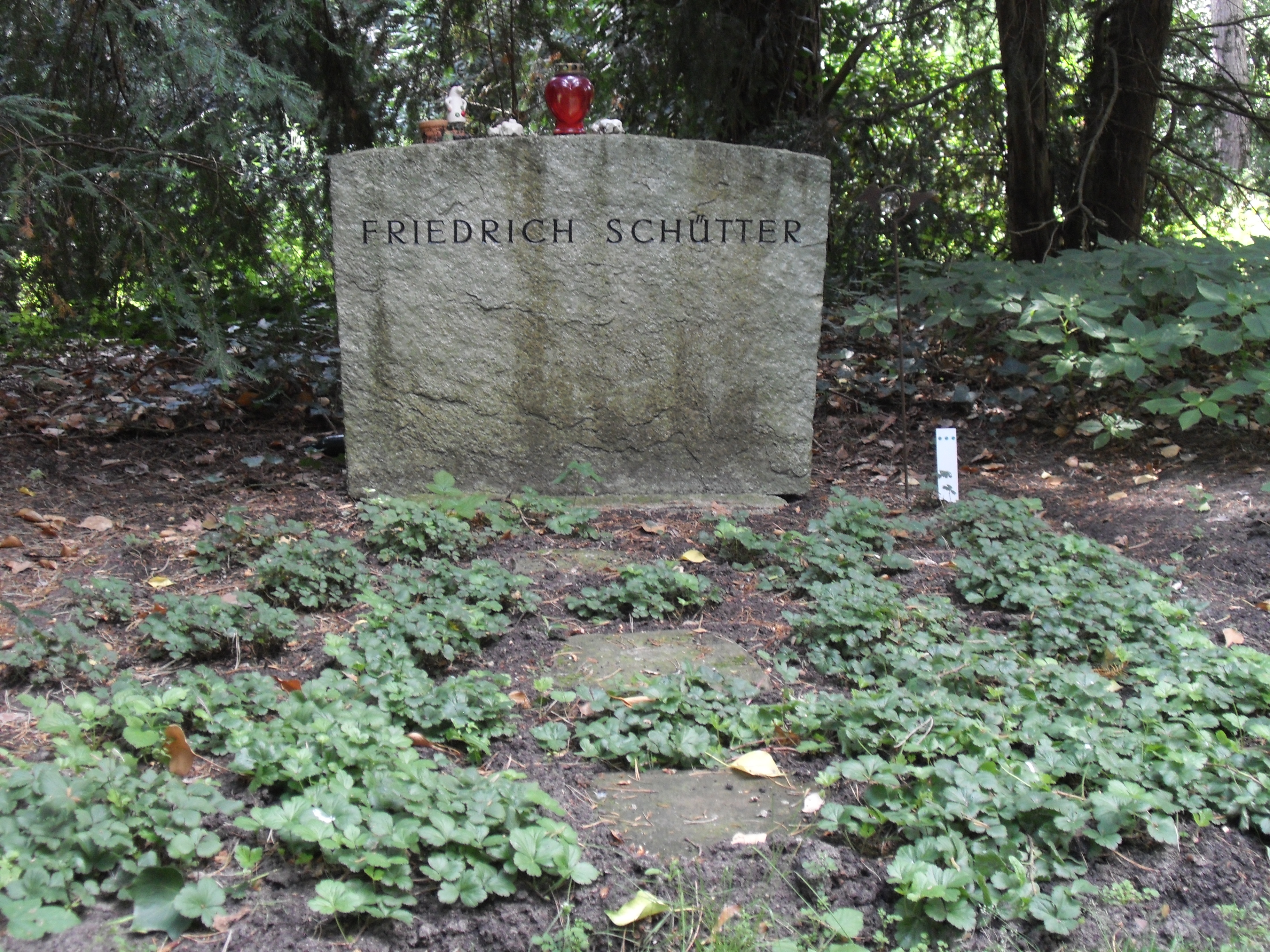
Grab von Friedrich Schütter Bergedorfer Friedhof Abt. 46 GrabNr 81a+81b.

Ab den späten 1950er Jahren machte sich Schütter einen Namen als Schauspieler. Er trat in Kinofilmen und unzähligen Fernsehserien auf, so in Stahlnetz, Cliff Dexter, Percy Stuart, Hafenpolizei, Tatort, Schwarz Rot Gold oder Der Landarzt. 1967 sah man ihn als Grigori Jewsejewitsch Sinowjew als einer der Hauptdarsteller in dem fünfteiligen dokumentarischen Fernsehfilm Bürgerkrieg in Rußland mit Nikolaj Rytjkov, Friedrich G. Beckhaus, Hubert Suschka und Albert Venohr in weiteren Hauptrollen – Wolfgang Schleif führte Regie in dieser ZDF-Produktion. 1986 stand er unter der Regie von Edwin Marian in dem Politthriller „Cortuga“ gemeinsam mit Angélique Duvier, Heiner Lauterbach und Sissi Höfferer vor der Kamera.
Eine seiner bekanntesten Rollen war die des Chauffeurs Kröger in Das Erbe der Guldenburgs. Kurz vor seinem Tod spielte er mit der Titelrolle in dem Fernsehfilm Molls Reisen eine seiner wenigen Hauptrollen. Ab 1979 war Schütter mit der Schauspielerin Angélique Duvier verheiratet, mit der er auf der Bühne in vielen großen Rollen zu sehen war, so in Antigone, Der kaukasische Kreidekreis, Eurydice oder Mutter Courage. 1987 trennte sich das Paar nach elf gemeinsamen Jahren.
Als Synchronsprecher war Schütter untrennbar mit dem kanadischen Schauspieler Lorne Greene verbunden, den er als Ben Cartwright in Bonanza und auch in Kampfstern Galactica sprach. In der Fernsehserie Magnum sprach er in der Synchronisation der ARD (Originalstimme: Orson Welles) die Figur des Robin Masters. Unvergesslich ist seine sonore Stimme auch durch die Sprechgesangfassung der Desiderata (Segenswünsche) auf seiner Langspielplatte Ein Mensch (1971).
Auch als Hörspielsprecher war er viele Jahre tätig, zunächst beim NWDR Hamburg, dann meist beim NDR und bei Radio Bremen. Darüber hinaus führte er auch Regie bei fünf Mundart-Hörspielen.
1995 erlag Friedrich Schütter einem Krebsleiden. Er wurde auf dem Friedhof in Hamburg-Bergedorf (Abt. 46 GrabNr 81a+81b) beigesetzt.
Sein Enkel ist der Schauspieler David Schütter.

## Ehrungen
1971 erhielt Friedrich Schütter den Ehrenpreis Silberne Maske der Hamburger Volksbühne. 1984 bekam er die Auszeichnung als Ehren-Schleusenwärter. Der Senat der Stadt Hamburg ehrte ihn 1991 mit der Medaille für Kunst und Wissenschaft.
Der Platz vor dem Ernst-Deutsch-Theater wurde 2002 nach dem Mitbegründer in Friedrich-Schütter-Platz benannt.

## Filmografie (Auswahl)
- 1953: Nur nicht aufregen
- 1954: Der Klax
- 1955: Unternehmen Schlafsack
- 1955: Der Hauptmann und sein Held
- 1957: Lemkes sel. Witwe
- 1957: Haie und kleine Fische
- 1958: Dr. Crippen lebt
- 1958: Stahlnetz: Sechs unter Verdacht (Fernsehserie)
- 1958: Stahlnetz: Das zwölfte Messer
- 1958: Das Mädchen mit den Katzenaugen
- 1959: Hunde, wollt ihr ewig leben
- 1960: Der rote Kreis (Stimme)
- 1960: Stahlnetz: Verbrannte Spuren (Gastrolle)
- 1961: Das Wunder des Malachias
- 1961: Abenteuer in Norfolk
- 1962: Verrat auf Befehl (The Counterfeit Traitor) ungenannt
- 1963: Stahlnetz: Das Haus an der Stör
- 1963: Hafenpolizei – Der Blindgänger
- 1964: Hafenpolizei: Gefährliche Zuflucht
- 1964: Stahlnetz: Strandkorb 421
- 1965: Gestatten, mein Name ist Cox: Eine reizende Abendgesellschaft
- 1966: Intercontinental Express – Kurswagen nach Zürich
- 1966: Die hundertste Nacht
- 1966: Standgericht
- 1967: Bürgerkrieg in Rußland (ZDF-Fernsehserie)
- 1967: Dreizehn Briefe
- 1967: Ein Fall für Titus Bunge: Onkel Tims Vermächtnis
- 1967: Wenn es Nacht wird auf der Reeperbahn
- 1967: Landarzt Dr. Brock: Die Frau aus dem Orient
- 1967: Cliff Dexter (Fernsehserie) S02 E02: „Millionen aus grüner Tiefe“
- 1968: Polizeifunk ruft (Fernsehserie) – Der Spindmarder
- 1968: Der Reformator
- 1968: Der Tod im roten Jaguar
- 1968: Der Arzt von St. Pauli
- 1968: Sir Roger Casement
- 1969: Die Unverbesserlichen
- 1969: Kim Philby war der dritte Mann (Fernsehfilm)
- 1969: Gnade für Timothy Evans
- 1969: Auf der Reeperbahn nachts um halb eins
- 1969: Der Schelm von Istanbul (Fernsehfilm)
- 1969: Klein Erna auf dem Jungfernstieg
- 1969: Nennen Sie mich Alex (Fernsehfilm)
- 1969: Marinemeuterei 1917
- 1969: Ein Jahr ohne Sonntag
- 1970: Liebling, sei nicht albern!
- 1970: Das Millionenspiel
- 1970: Das Chamäleon
- 1971: Tatort – Kressin und der Laster nach Lüttich
- 1971: Tatort: Blechschaden
- 1971: Es geschah übermorgen – Zwei Herren auf dem Holzweg
- 1973: Ein Fall für Männdli – Der letzte Wille
- 1974–1976: Motiv Liebe (Fernsehserie, 26 Folgen)
- 1974: Hier kocht der Chef
- 1977: Das Gesetz des Clans
- 1977: Tatort – Reifezeugnis
- 1978: Geschichten aus der Zukunft (Fernsehserie)
- 1979: PS – Geschichten ums Auto: Staffel 3 und 4
- 1980: Aller guten Dinge sind drei
- 1980: Juristen (von Rolf Hochhuth)
- 1982: St. Pauli-Landungsbrücken (Fernsehserie, eine Folge)
- 1983: Tatort – Wenn alle Brünnlein fließen
- 1984: Schwarz Rot Gold – Blauer Dunst
- 1985: Cortuga
- 1986: Engels und Konsorten
- 1986: Die Wicherts von nebenan
- 1987: Der Landarzt
- 1987: Das Erbe der Guldenburgs
- 1993: Briefgeheimnis
- 1994: Molls Reisen

## Hörspiele

### Als Sprecher
- 1949: Horst-Günther Patzke: Sternschnuppen – Regie: Gustav Burmester (NWDR)
- 1949: Hans Wolfgang Hillers: Frauen ohne Hafen (Jakob) – Regie: Gustav Burmester (NWDR)
- 1950: Ernst Schnabel: Ein Tag wie morgen (3. Paar) – Regie: Fritz Schröder-Jahn (NWDR)
- 1950: Lucille Fletcher: Der Mann an der Brücke – Regie: Fritz Schröder-Jahn (NWDR)
- 1950: Werner Jörg Lüddecke: Unter der grünen Erde – Regie: Fritz Schröder-Jahn (NWDR)
- 1950: Kai Andersen, Harro-Heinz Jacobsen: Fünftausend Dollar Belohnung – Regie: Fritz Schröder-Jahn (NWDR)
- 1950: R. C. Sherriff: Das Hopkins-Manuskript – Regie: Gustav Burmester (NWDR)
- 1950: Guntram Prüfer: Fridtjof Nansen – Eine aktuelle europäische Sage – Regie: Curt Becker (NWDR)
- 1950: Rudolf Kunze: Duval fällt die Treppe rauf – Regie: Fritz Schröder-Jahn (NWDR)
- 1950: Axel Eggebrecht: Einer zahlt seine Schuld (Plakatstimme) – Regie: Fritz Schröder-Jahn (NWDR)
- 1951: Friedrich Feld: Der Kirschblütenzweig (1. Soldat) – Regie: Detlof Krüger (NWDR)
- 1951: Gert-Erik Brockhausen: Der Ruf ins Leere – Regie: Hans Lietzau (NWDR)
- 1951: Heinz Gartmann: Der Weg zum Weltraumschiff – Regie: Fritz Schröder-Jahn (NWDR)
- 1951: Axel Eggebrecht: Europa – Traum oder Wirklichkeit – Regie: Fritz Schröder-Jahn (NWDR)
- 1951: Johann Wolfgang von Goethe: Geschichte Gottfriedens von Berlichingen mit der eisernen Hand – Regie: Hans Lietzau (NWDR)
- 1952: Otto Heinrich Kühner: Kasan liegt an der Strecke nach Sibirien (Alessandre) – Regie: Fritz Schröder-Jahn (NWDR)
- 1952: Albert Mähl: Der Quickborn (Koopman, Diakon) – Regie: Hans Freundt (NWDR)
- 1953: Horst Mönnich: Gobsch (Giese, Arbeiter) – Regie: Fritz Schröder-Jahn (NWDR)
- 1953: Herrmann Mostar: Das Gericht zieht sich zur Beratung zurück; Folge: Der Verkehrsunfall (Hartmann) – Regie: Gerd Fricke (NWDR)
- 1953: Marc Connelly: Sonntagsschule für Negerkinder (Die grünen Weiden) (Shem) – Regie: Fritz Schröder-Jahn (NWDR)
- 1954: Josef Martin Bauer: Die Sache mit Fadenherr (Angestellter) – Regie: Kurt Reiss (NWDR)
- 1954: Alexander Sternberg: Das Gericht zieht sich zur Beratung zurück; Folge: Die verhängnisvollen Strahlen (Freund) – Regie: Gerd Fricke (NWDR)
- 1954: Erich Brautlacht: Das Gericht zieht sich zur Beratung zurück; Folge: 1,9 pro mille (Sprecher) – Regie: Gerd Fricke (NWDR)
- 1954: Heinrich von Tiedemann: Die Grenze – Protokoll einer halben Stunde (Rolf) – Regie: Gerlach Fiedler (NWDR)
- 1954: Walter Meckauer: Die Feigenblattgondel – Hörspiel aus dem China unserer Zeit – Regie: Ludwig Cremer (NWDR)
- 1954: Albert Mähl: Nimm mich mit, Kapitän – Ein niederdeutsches Spiel von Fischen, Film und Fernweh (Most) – Regie: Günter Jansen (NWDR)
- 1955: Hans Werner Richter: Der Kommandant – Regie: Gerlach Fiedler (NWDR)
- 1955: Willy Kleemann: Das Gericht zieht sich zur Beratung zurück; Folge: Recht oder Rache (Sprecher) – Regie: Gerd Fricke (NWDR)
- 1955: Erwin Wickert: Kress wird geheilt (Bill) – Regie: Gustav Burmester (NWDR)
- 1955: Horst Mönnich: Prozeßakte Vampir (Teil 1, 2) (Männliche Telefonstimme; Stimme) – Regie: Hans Gertberg (NWDR)
- 1955: Alexander Sternberg: Das Gericht zieht sich zur Beratung zurück; Folge: Brandserie im Kreis Rechlitz (Sprecher) – Regie: Gerd Fricke (NWDR)
- 1955: Peter Alten: Ungelöste Rätsel der Geschichte; Folge: Die Goldmine des verlorenen Holländers (Apachen-Jim) – Regie: Gerlach Fiedler (NWDR)
- 1955: Alexander Sternberg: Das Gericht zieht sich zur Beratung zurück; Folge: Das Bild auf dem Schreibtisch (Referendar) – Regie: Gerd Fricke (NWDR)
- 1956: Alexander Sternberg: Das Gericht zieht sich zur Beratung zurück; Folge: Die Lokomotive in der Tasche (Polizist) – Regie: Gerd Fricke (NWDR)
- 1957: Gerd Lüpke: Pythagoras ward'n Kerl – Een dummerhaftig Spill (Dr. Stenton) – Regie: Günter Jansen (NDR)
- 1957: Karl Hermann Cordt: Dat Wunnerkind (Dr. Wagenfeld) – Regie: Günter Jansen (NDR)
- 1957: Harald Vock: Die Jagd nach dem Täter; Folge 4: Der Tod reist mit dem Zirkus (Polizist) – Regie: S. O. Wagner (NDR)
- 1957: Walter Teich: Moselfahrt - Eine heitere Reise auf dem Weinfluß (Moselaner) – Regie: Gerda von Uslar (NDR)
- 1957: Walter Jens: Der Telefonist (Berlin Sommer 1944) – Regie: Hans Rosenhauer (NDR)
- 1957: Ruth Herrmann: Das Märchen meines Lebens – Zum Andenken an Hans Christian Andersen (Vater) – Regie: Edward Rothe (NDR)
- 1958: Julius Tinzmann: Die Vögel (Der Bursche) – Regie: Carl Nagel (RB)
- 1958: Wolfgang Kaempfer: Die Gartengesellschaft (Heinz Juncker) – Regie: Oswald Döpke (RB)
- 1958: Karlheinz Tredup: Pinch und Patchwork (Bestwriter) – Regie: Günter Siebert (RB)
- 1958: Walter Gättke: Leege Fracht (Ankläger) – Regie: Günter Jansen (NDR)
- 1959: Irmgard Köster: Die Jagd nach dem Täter; Folge: Der Sturz vom Motorrad (Francesco, Beifahrer) – Regie: S. O. Wagner (NDR)
- 1959: Fred von Hoerschelmann: Aufgabe von Siena (Ein Soldat) – Regie: Kurt Reiss (NDR)
- 1961: Hans Hinrich Krohn: Storm in de Nacht (Gerichtsvorsitzender) – Regie: Heinz Lanker (NDR)
- 1961: Rolf Italiaander: Die klugen Tiere; Teil: Warum die Gazelle den Leoparden überlistete (Leopard) – Regie: Udo Langhoff (Bertelsmann Schallplattenring)
- 1962: Ilse Aichinger: Besuch im Pfarrhaus (3. Flieger) – Regie: Kraft-Alexander zu Hohenlohe-Oehringen (NDR)
- 1962: Dat Düvelsspill – Nach dem Redentiner Osterspiel (Röver) – Regie: Hans Tügel (NDR)
- 1962: Hans Ehrke: Besöök op Mettenwarft (König Johann) – Regie: Otto Lüthje (NDR)
- 1962: Walter Köster: Een ward fehlen ... (Alfred Bosler, Fahrhauer) – Regie: Curt Timm (NDR)
- 1962: Walther Kist: In't egen Nett (Amtsrichter) – Regie: Walter Bäumer (NDR)
- 1962: Erich Kästner: Emil und die Detektive (Wachtmeister) – Regie: Gertrud Katja Loos (Polydor)
- 1963: Harald Vock: Die Jagd nach dem Täter; Folge: Der Tod reist mit dem Zirkus – Regie: S. O. Wagner
- 1963: Edzard Schaper: Strenger Abschied (Fahrer Briel) – Regie: Walter Knaus (WDR/RB)
- 1963: Nikolai von Michalewsky: Der Fall Hofrichter – Regie: Günter Siebert (RB)
- 1964: Walter Kolbenhoff: Wiedersehen mit Penzberg – Regie: Wolfgang Schwade (NDR)
- 1964: Arnold E. Ott: Nachricht aus Caracas (Harry Gisko) – Regie: Günter Siebert (RB)
- 1967: Wolfgang Graetz: Ein ganz gewöhnlicher Fall (3. Stimme) – Regie: Otto Kurth (HR/RB)
- 1967: Dietrich Kayser: glemms (bravo) – Regie: Günter Bommert (RB)
- 1967: Otto Heinrich Kühner: Pastorale 67 (Kugel) – Regie: Fritz Schröder-Jahn (NDR)
- 1968: Walther Kist: Wokeen hett schaten? (Dr. Schmidt) – Regie: Heinz Lanker (NDR)
- 1968: Carl Heinz Trinckler: De Koptein (Johnson, Reederei-Inspektor) – Regie: Günter Jansen (NDR)
- 1968: Henry Kane: Ein Fall für Peter Chambers (Frank Slaughter) – Regie: Otto Kurth (SDR)
- 1969: Gerard McLarnon: Aufstieg und Fall des Sammy Posnett (Kitchener) – Regie: Otto Kurth (RB)
- 1970: Franz Joachim Mueller: Dat Schipp "Fortuna" (Dierk Wessels, Kapitän) – Regie: Günther Siegmund (NDR)
- 1970: Robert H. Felton: Manche sterben gar nicht (Aufseher) – Regie: Günter Siebert (RB)
- 1970: Dieter Kühn: Die Leichenangel (Mr. Davis) – Regie: Hans Rosenhauer (NDR)
- 1970: Klas Ewert Everwyn: Kein Kündigungsgrund (Gewerkschaftsfunktionär) – Regie: Wolfgang Schenck (NDR/SFB)
- 1970: Peter Karvaš, Klaus Wirbitzky: Im Weltraum – Regie: Klaus Wirbitzky, Ulrich Lauterbach (SR)
- 1970: Peter Karvaš: Beim Arzt – Regie: Klaus Wirbitzky, Ulrich Lauterbach (SR)
- 1971: Friedrich Albes: De Hex (Staatsanwalt) – Regie: Heinz Lanker (NDR)
- 1971: Horst M.: Lebenslänglich (Pförtner) – Regie: Günter Siebert (RB)
- 1971: Jean Marsus: "Schrecklich, einen Chirurgen zu ermorden" (Kommissar Labon) – Regie: Günter Siebert (RB)
- 1971: Jep Nissen Andersen: De Slankheitskur (Jan Hoff, Landwirt) – Regie: Karl-Heinz Kreienbaum (NDR)
- 1971: Gianni Rodari: Gutenacht-Geschichten am Telefon (Erzähler) – Regie: Lutz Sternberg (Phonogram)
- 1972: Bernd Lau: Einmal ist jeder dran (Marshall) – Regie: Walter Adler und Bernd Lau (SWF)
- 1973: Carl Heinz Trinckler: De Koptein (Hein Wolters, Fischdampferkapitän) – Regie: Hermann Lenschau (NDR)
- 1973: Christian Anders: Der Untergang von Taro Torsay (Erzähler) – Regie: Günter Kulakowski (EMI Electrola)
- 1974: Manfred Franke: Der Kommissar oder Allmähliche Verfertigung eines Detektivs beim Lesen – Regie: Hartmut Kirste (RB)
- 1974: Arnold E. Ott: Besuch nach Büroschluß – Regie: Günter Siebert (RB)
- 1974: Roderich Feldes: Kühlmannopolis oder der entschrittene Schritt (Kaufmann) – Regie: Klaus Mehrländer (WDR)
- 1974: Gerd von Haßler: Besuch aus dem Weltraum; Folge 1: Eine Sonne explodiert (Eimdall) – Regie: Gerd von Haßler (POLY)
- 1974: Karl May: Durch die Wüste (Scheich Zedar Ben Huli) – Regie: Gerd von Haßler (POLY)
- 1974: Karl May: Der Schatz im Silbersee (Der rote Cornel) – Regie: Gerd von Haßler (POLY)
- 1974: Brüder Grimm: Von einem, der auszog, das Fürchten zu lernen (Vater) – Regie: Gerd von Haßler (POLY)
- 1974–1975: Gerd von Haßler: Kapitän Stormy (Folgen 5–8) (Steuermann) – Regie: Gerd von Haßler (POLY)
- 1976: Franz Rehbein: Pellkantüffeln un Hering; Teil 1: Kinnertied in Pommern – Regie: Curt Timm (RB/NDR)
- 1976: Erich Kästner: Der kleine Mann und die kleine Miss (Kriminalkommissar Steinbeiß) – Regie: Petra Schmidt-Decker (POLY)
- 1978: Peter Bars: Die Zeitmaschine; Folgen 1–3 (Prof. Jefferson Bailey) – Regie: Rolf Dieter Parnow (auditon)
- 1978: Peter Bars: Science Fiction Documente; Folge 1: Projekt S.E.T.I. - Signale aus dem All (Dr. Raymond Coleman) – Regie: Rolf Dieter Parnow (auditon)
- 1979: Gotthold Ephraim Lessing: Die Juden – Regie: Günter Bommert (RB)
- 1981: H. G. Francis: Die Gruselserie; Folge 10: Draculas Insel, Kerker des Grauens (Prof. Dark) – Regie: Heikedine Körting (EUROPA)
- 1982: Enid Blyton: Die verwegenen 4; Folge 3: halten zusammen (Häuptling) – Regie: Heikedine Körting (EUROPA)
- 1982: Gerhard Bohde: De Düvelsbarg (Petrus) – Regie: Heinz Jürgen Ott
- 1983: Truman Capote: Handgeschnitzte Särge (Robert Hawley Quinn) – Regie: Horst H. Vollmer (SDR)
- 1983: Edgar Wallace: Das Gasthaus an der Themse (Folge 4) (Hauptkommissar) – Regie: Heikedine Körting (EUROPA)
- 1983: Edgar Wallace: Der rote Kreis (Folge 5) (Parrs Vorgesetzter) – Regie: Heikedine Körting (EUROPA)
- 1983: Edgar Wallace: Der schwarze Abt (Folge 6) (Lord Dick Alford) – Regie: Heikedine Körting (EUROPA)
- 1983: Arthur Conan Doyle: Sherlock Holmes; Folge 2: Spuren im Moor (Herzog von Holderness) – Regie: Heikedine Körting (EUROPA)
- 1984: Sebastian Goy: Ein vermaledeit klebriger Winter auf dem Schlafzimmerbahnhof der Katja Schoheija (Elefantenjäger) – Regie: Horst Loebe (RB/RIAS)
- 1986: Bernd Hackländer: Die Herzmaschine (Dr. Shannon) – Regie: Hans Helge Ott (RB)
- 1986: Konrad Hansen: Sien grote Stünn (Grimm) – Regie: Konrad Hansen (NDR/RB)
- 1992: J. R. R. Tolkien: Der Herr der Ringe (Teil 3, 4) (Baumbart) – Regie: Bernd Lau (SWF/WDR)
- 1992: Dieter Philippi: Auf den Flügeln von Adlern – Regie: Burkhard Schmid (RB)

### Als Regisseur
- 1962: Marie Drenckhahn-Bockholt: Nich dat Geld alleen (NDR)
- 1963: Dieter Bellmann: De Soot (NDR)
- 1963: Hans Ehrke: Füer (NDR)
- 1964: Reinke de Voss (NDR)
- 1965: Jan Fabricius: Inske (NDR)
- 1965: Hans Henning Holm: De Seelenköper (NDR)
- 1967: Ernst-Otto Schlöpke: Aukschoon (NDR)
- 1970: Karl Otto Ragotzky: De Nacht (NDR)
- 1971: Klaus Meinert: Loop nich vörbi! (NDR)
- 1975: Wilhelm Staudacher: Rohrbacher (RB/NDR)

### Als Sprecher und Regisseur
- 1966: Hein Bredendiek: Een Deern vun veertig (Passant) (NDR)
- 1968: Reinhold Brandes: Bonanza – Die Spur führt zur Ponderosa oder Zwei Sheriffs zuviel (Ben Cartwright) (Philips)
- 1974: Wilhelm Busch: Max un Moritz (Bauer) (NDR)